# Fêtes et jours fériés au Kazakhstan
 (juillet 2025).
Si vous disposez d'ouvrages ou d'articles de référence ou si vous connaissez des sites web de qualité traitant du thème abordé ici, merci de compléter l'article en donnant les références utiles à sa vérifiabilité et en les liant à la section « Notes et références ».
Il existe plusieurs jours fériés officiels au Kazakhstan.

## Liste
- 1-2 janvier : jour de l'an (Жаңа жыл / Новый Год)
- 7 janvier : Noël orthodoxe (Рождество Христово)
- 10 janvier : jour férié pour la Garde nationale du Kazakhstan
- 8 mars : Journée internationale des femmes (Халықаралық әйелдер күні / Международный женский день)
- 21-23 mars : Norouz (Наурыз мейрамы)
- 21 avril : jour férié pour le Service national de la sécurité du Kazakhstan
- 1 mai : jour de l’unité interethnique (Қазақстан халқының бірлігі мерекесі)
- 7 mai : Jour du défenseur de la patrie (Отан Қорғаушы күні / День Защитника Отечества)
- 9 mai : Jour de la Victoire (Жеңіс күні / День Победы)
- 23 juin : jour férié pour les policiers
- 6 juillet : jour de la ville d’Astana (Астана күні / День столицы)
- 18 août : jour férié pour les gardes-frontières
- 30 août : jour de la Constitution (Конституциясы күні / День Конституции)[1]
- dernière journée de hajj : Aïd al-Adha (Құрбан айт / Курбан айт)
- 25 octobre : fête de la République (Республика күні / День Республики)
- 30 octobre : journée du souvenir des victimes des répressions politiques (День памяти жертв политических репрессий)
- 16 décembre : Jour de l'Indépendance du Kazakhstan (Қазақстан Республикасының Тәуелсіздік күні / День независимости Казахстана)